# Propietat commutativa

Exemple que mostra la commutativitat de la suma: 3 + 2 = 2 + 3.

En matemàtiques, la propietat commutativa o commutativitat és una propietat fonamental que tenen algunes operacions segons la qual el resultat d'operar dos elements no depèn de l'ordre en què es prenen. Això es compleix en l'addició i la multiplicació ordinàries: l'ordre dels sumands no altera la suma, o l'ordre dels factors no altera el producte. Així, per exemple,
2+3 = 3+2, i 4×5 = 5×4.
La commutativitat de les operacions elementals de sumar i multiplicar era coneguda implícitament des de l'antiguitat, tot i que no fou anomenada d'aquesta manera fins a principis del segle xix, època en què les matemàtiques contemporànies començaven a formalitzar-se. Les successives ampliacions del concepte de nombre (nombres naturals, nombres enters, nombres racionals, nombres reals) van ampliar l'abast de les operacions de sumar i multiplicar, però en totes elles es preserva la commutativitat. Aquesta propietat també se satisfà en moltes altres operacions, com ara la suma de vectors, polinomis, matrius, funcions reals, etc., o el producte de polinomis o de funcions reals.
En contraposició a l'addició i la multiplicació de nombres, la subtracció i la divisió no són operacions commutatives. Entre les operacions no commutatives cal destacar també la composició de funcions, el producte de matrius i el producte vectorial.
Tot i ser una propietat aplicada bàsicament a les operacions matemàtiques, la commutativitat o la no commutativitat són rellevants en altres camps propers com ara la lògica proposicional i algunes operacions de teoria de conjunts, i en algunes aplicacions físiques com ara el principi d'incertesa de la mecànica quàntica. Fora de l'àmbit científic, també se'n poden trobar exemples en la vida quotidiana, ja que l'execució consecutiva de dues accions pot tenir un resultat diferent segons l'ordre en què s'executin.

## Definició
Una operació binària {\displaystyle \star } en un conjunt M s'anomena commutativa si, per a qualssevol x, y de M, es compleix
{\displaystyle x\star y=y\star x}.
De fet, la commutativitat és un cas particular del concepte de funció simètrica. En efecte, una operació binària en M no és més que una aplicació μ: M × M {\displaystyle \rightarrow } M, i afirmar que aquesta és simètrica, {\displaystyle \mu (x,y)=\mu (y,x)}, és exactament el mateix que requerir la propietat commutativa.
Donada una operació binària {\displaystyle \star } en un conjunt M, es diu que dos elements x, y de M commuten (o que són permutables) quan es compleix que {\displaystyle x\star y=y\star x}. Així doncs, una operació és commutativa quan dos elements qualssevol commuten.

## Exemples bàsics: addició i multiplicació de nombres
La importància fonamental de la propietat commutativa rau en el fet que l'addició i la multiplicació de nombres naturals, els nombres que permeten comptar els conjunts finits, són commutatives. Per exemple,
- 2+3 = 5 = 3+2,
- 2·3 = 6 = 3·2.

Expressat de manera general: per a qualssevol x, y de N, 
- {\displaystyle x+y=y+x,} i
- {\displaystyle x\cdot y=y\cdot x}.

L'ampliació del sistema dels nombres naturals a altres sistemes numèrics: nombres enters (Z), nombres racionals (Q), nombres reals (R) i nombres complexos (C), es fa estenent-hi les operacions d'addició i multiplicació, i de manera que aquestes continuen essent commutatives. Per exemple,
- {\displaystyle {1 \over 2}+{1 \over 3}={1 \over 3}+{1 \over 2}\,},
- {\displaystyle 2\cdot {\sqrt {3}}={\sqrt {3}}\cdot 2\,}.

Això no vol dir que qualsevol ampliació d'un sistema numèric necessàriament vagi a respectar les propietats prèvies. L'exemple més important d'aquest fet ve donat pel cos dels quaternions H, que, igual que el dels nombres complexos, també és una extensió del cos dels nombres reals, però amb tres unitats imàginàries i, j, k en lloc d'una. La multiplicació de H no és commutativa, ja que per exemple i·j = k, diferent de j·i = -k.
En contrast amb les operacions d'addició i multiplicació, les operacions que les permeten invertir, subtracció i divisió, són clarament no commutatives. Basta posar-ne un parell d'exemples:
- La subtracció no és commutativa, ja que 1-2 {\displaystyle \neq } 2-1.
- La divisió no és commutativa, ja que 1/2 {\displaystyle \neq } 2/1.

Noti's que per a poder efectuar aquests càlculs cal treballar en el sistema numèric apropiat: Z per a poder restar, i Q per a poder dividir per un nombre diferent de 0.

## Propietats
És important destacar que per a treure profit de la commutativitat d'una operació és necessari que aquesta sigui associativa, ja que en aquest cas la composició de n elements {\displaystyle x_{1},\ldots ,x_{n}} es pot representar (sense parèntesis) com {\displaystyle x_{1}\star \ldots \star x_{n}}. Per exemple
- (Teorema de commutativitat) Si una operació és associativa i commutativa aleshores la composició de n elements es pot calcular en qualsevol ordre:

{\displaystyle x_{1}\star \ldots \star x_{n}=x_{i_{1}}\star \ldots \star x_{i_{n}}}
per a qualsevol permutació {\displaystyle (i_{1},...,i_{n})} dels índexs {\displaystyle (1,...,n)}.
- Si una operació {\displaystyle \star } és associativa i dos elements x, y commuten, aleshores també commuten les seves "potències": {\displaystyle (\star ^{m}x)\star (\star ^{n}y)=(\star ^{n}y)\star (\star ^{m}x)}, per a qualssevol m i n nombres naturals no nuls. En particular, totes les "potències" {\displaystyle \star ^{n}x} (n>0) commuten entre elles.
- Sigui {\displaystyle \star } una operació associativa en M. Si x commuta amb y i amb z, aleshores també commuta amb y{\displaystyle \star }z.

### Centre
Donat un conjunt M amb una operació interna, el centre de M és el subconjunt format pels elements que commuten amb tots els altres; a vegades es representa per Z(M). Afirmar que l'operació és commutativa significa que el centre de M és tot M.
Com a conseqüència de la darrera de les propietats anteriors, si l'operació és associativa aleshores el centre de M és una part estable per l'operació (és a dir, si dos elements x, y pertanyen al centre aleshores x{\displaystyle \star }y també hi pertany.)

## Estructures algebraiques i commutativitat
Una estructura algebraica ve donada per un o diversos conjunts dotats d'operacions binàries o operacions externes. En la definició de cada tipus d'estructura algebraica s'imposa que aquestes operacions compleixin certes propietats, entre les quals hi pot haver la propietat commutativa. Quan a alguna d'aquestes operacions no s'imposa que satisfaci la propietat commutativa però tanmateix la satisfà, llavors s'afegeix l'adjectiu commutatiu al nom de l'estructura en qüestió.
- Un magma és un conjunt dotat d'una operació binària. Quan aquesta és commutativa es diu magma commutatiu.
- Un monoide és un conjunt dotat d'una operació associativa amb element neutre. Si també és commutativa, es diu monoide commutatiu. Per exemple, (N,+) i (N,·) són monoides commutatius.
- Un grup és un conjunt dotat d'una operació associativa, amb element neutre, i on tot element és simetritzable. Si l'operació és commutativa es diu grup commutatiu o grup abelià. Per exemple, (Z,+) és un grup commutatiu.
- Un anell és un conjunt A dotat de dues operacions binàries, habitualment denotades amb notació additiva (+) i notació multiplicativa (·). Respecte a la primera, (A,+) és un grup commutatiu. Respecte a la segona, (A,·) és un monoide. A més, la segona ha de ser distributiva respecte a la primera. Quan la multiplicació és commutativa, es diu anell commutatiu. Per exemple, (Z,+,·) és un anell commutatiu.
- Un cos és un anell on 0≠1 i tot element no nul és invertible. Un cos es diu cos commutatiu quan la multiplicació és commutativa. Per exemple, amb la suma i producte habituals, Q, R i C són cossos commutatius, mentre que el cos dels quaternions H és un cos no commutatiu. (Cal notar, però, que alguns autors prefereixen requerir la commutativitat del producte dins la definició de cos; en aquest context els cossos no commutatius són anomenats anells de divisió.)
- Un espai vectorial sobre un cos K és un conjunt E dotat d'una addició respecte a la qual (E,+) és un grup commutatiu, i d'una operació externa que permet multiplicar elements de E (vectors) per elements de K (escalars). Si en lloc d'un cos es considera un anell l'estructura resultant es diu mòdul.
- Donat un cos commutatiu K (o, més generalment, un anell commutatiu), una K-àlgebra és un conjunt A dotat d'una estructura de K-espai vectorial (K-mòdul si K és un anell) i d'una segona operació binària, usualment representada amb notació multiplicativa. Quan aquesta operació és commutativa es diu K-àlgebra commutativa. Per exemple, C i H són R-àlgebres associatives i unitàries; la primera és commutativa i la segona no. Un altre exemple de gran importància és el conjunt dels polinomis en una variable amb coeficients en K, K[X], que amb les operacions habituals de suma i producte de polinomis i de producte per escalars és una K-àlgebra associativa, commutativa i unitària.

Hi ha, però, un cas especial en què l'adjectiu commutatiu no té exactament el mateix significat que en els casos anteriors:
- Una K-àlgebra de Lie és una K-àlgebra tal que el seu producte, usualment denotat per (x,y) {\displaystyle \mapsto } [x,y], satisfà les propietats de ser alternat ([x,x]=0 per a tot x) i la identitat de Jacobi. Es diu que és una K-àlgebra de Lie commutativa quan el producte de dos elements qualssevol és nul: [x,y]=0.[6]

L'adjectiu commutatiu apareix també en el nom d'una branca de l'àlgebra: l'àlgebra commutativa, que estudia els anells commutatius i els seus mòduls.

## Història

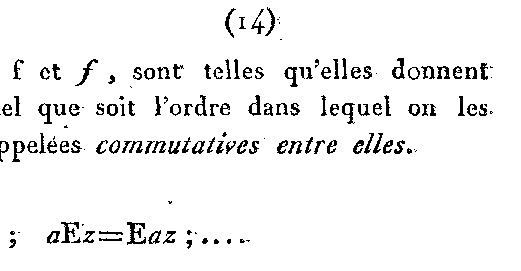
El primer ús conegut del terme "commutatiu" fou en un article de Servois en francès, l'any 1814.

Els primers usos implícits de la propietat commutativa es remunten a l'antiguitat. Els egipcis feien servir la propietat commutativa de la multiplicació per simplificar el càlcul de productes. A l'antiga Grècia, Euclides va assumir la propietat commutativa de la multiplicació en la seva obra Elements. Els usos formals de la propietat commutativa van aparèixer a les darreries del segle xviii i als inicis del XIX, quan els matemàtics començaren a treballar en el camp de la teoria de funcions.
La primera utilització documentada de l'adjectiu commutatiu fou en un article de François-Joseph Servois l'any 1814 als Annales de Gergonne, on apareix l'expressió en francès commutatives entre elles per descriure, en la terminologia actual, el fet que dues funcions commuten. L'any 1841 Duncan Farquharson Gregory usà l'expressió en anglès commutative law en el seu llibre Examples of the processes of the differential and integral calculus per referir-se a la possibilitat de commutar dues operacions. Aquest ús fou recollit poc després, l'any 1844, per George Boole en un article al Philosophical Transactions.

## Altres usos i exemples de commutativitat

### Lògica proposicional
La propietat commutativa també és aplicable a algunes operacions de la lògica proposicional.

#### Regla de substitució
En lògica proposicional, la commutació es troba en algunes regles de substitució:
{\displaystyle (P\lor Q)\Leftrightarrow (Q\lor P)}
i
{\displaystyle (P\land Q)\Leftrightarrow (Q\land P)},
on "{\displaystyle \Leftrightarrow }" és un símbol metalògic que significa "en una demostració formal, s'hi pot substituir".

#### Connectius de funcions de veritat
La commutativitat és una propietat d'algunes connectives lògiques de la lògica proposicional, que s'expressa amb equivalències lògiques:
Commutativitat de la conjunció
{\displaystyle (P\land Q)\leftrightarrow (Q\land P)}
Commutativitat de la disjunció
{\displaystyle (P\lor Q)\leftrightarrow (Q\lor P)}
Commutativitat de la implicació (també anomenada llei de la permutació)
{\displaystyle (P\to (Q\to R))\leftrightarrow (Q\to (P\to R))}
Commutativitat de l'equivalència (també anomenada llei commutativa completa de l'equivalència)
{\displaystyle (P\leftrightarrow Q)\leftrightarrow (Q\leftrightarrow P)}

### Teoria de conjunts
La unió i la intersecció de conjunts són operacions commutatives. Encara que aquestes operacions es poden efectuar amb famílies arbitràries de conjunts, quan es tracta de dos conjunts aquestes propietats s'expressen
{\displaystyle A\cup B=B\cup A,\quad A\cap B=B\cap A}.
La suma i el producte de cardinals són operacions commutatives.
Si {\displaystyle {\mathfrak {a}}} i {\displaystyle {\mathfrak {b}}} són dos cardinals, aleshores
{\displaystyle {\mathfrak {a}}+{\mathfrak {b}}={\mathfrak {b}}+{\mathfrak {a}},\quad {\mathfrak {a}}{\mathfrak {b}}={\mathfrak {b}}{\mathfrak {a}}}.
Això implica en particular que la suma i el producte de nombres naturals (és a dir, els cardinals dels conjunts finits) són commutatives. La commutativitat de la suma és conseqüència de la de la unió de conjunts. La commutativitat del producte és conseqüència del fet que un producte cartesià de conjunts té el mateix nombre d'elements independentment de com es realitzi aquest producte.
En contrast amb els cardinals, en general la suma i el producte d'ordinals transfinits no són commutatives. Per exemple, si ω és l'ordinal de N, 1+ω ≠ ω+1.

### Altres operacions algebraiques
A més de l'addició i multiplicació de nombres, hi ha altres operacions anàlogues que són commutatives. Entre elles destaca l'addició de vectors en un espai vectorial qualsevol, com per exemple l'espai euclidià Rn, l'espai Mm,n(R) de les matrius m×n amb coeficients reals, o l'espai de les funcions reals {\displaystyle {\mathcal {F}}}(E,R) definides en un conjunt qualsevol E. També es diu que el producte escalar de vectors en un espai euclidià és commutatiu, tot i que, en no tractar-se d'una operació interna, seria més apropiat dir que és simètric.

### Vida quotidiana
En la vida quotidiana es poden trobar nombrosos exemples d'operacions commutatives, com per exemple l'acció de posar-se els mitjons: no importa quin mitjó es posi primer, de qualsevol de les dues maneres el resultat final (tenir els dos mitjons posats) és el mateix. Un exemple que utilitza la commutativitat de l'addició s'observa quan es paga un producte o servei amb monedes: independentment de l'ordre en què es donin al caixer, el total acumulat sempre és el mateix.

## Exemples d'operacions no commutatives

### Teoria de conjunts
La composició d'aplicacions no és una operació commutativa. Per exemple, considerem les funcions f,g: R → R definides per {\displaystyle f(x)=x+1}, {\displaystyle g(x)=x^{2}}. Aleshores
{\displaystyle (g\circ f)(x)=x^{2}+2x+1} que és diferent de {\displaystyle (f\circ g)(x)=x^{2}+1}.
Un cas particular interessant n'és el de les bijeccions d'un conjunt en ell mateix, és a dir, les permutacions, que formen un grup dit grup simètric. Aquest no és commutatiu quan el conjunt té 3 o més elements.

### Operacions algebraiques
Pel que fa a operacions no commutatives en matemàtiques, i a banda de la subtracció i divisió ja esmentades, algunes operacions binàries no commutatives són les següents:
- La potenciació no és commutativa, ja que, per exemple, 23 = 8 és diferent de 3² = 9.
- La multiplicació de matrius no és commutativa; per exemple,

{\displaystyle {\begin{bmatrix}0&0\\1&0\end{bmatrix}}{\begin{bmatrix}0&1\\0&0\end{bmatrix}}={\begin{bmatrix}0&0\\0&1\end{bmatrix}}}, que és diferent de {\displaystyle {\begin{bmatrix}0&1\\0&0\end{bmatrix}}{\begin{bmatrix}0&0\\1&0\end{bmatrix}}={\begin{bmatrix}1&0\\0&0\end{bmatrix}}}.
Més generalment, si n≥2, l'anell de les matrius quadrades Mn(R) no és commutatiu, i el seu centre està format per les matrius escalars, és a dir, les matrius múltiples de la identitat.
- El producte vectorial de dos vectors en l'espai tridimensional és anticommutatiu, és a dir, b × a = − a × b. Així tenim, per exemple, i×j = k, diferent de j×i = -k.

### Vida quotidiana
En la vida del dia a dia es poden trobar multitud d'exemples d'operacions no commutatives. Un exemple senzill podria ser el de rentar i planxar la roba: les accions de rentar i planxar (en aquest ordre) produeixen un resultat diferent que planxar i llavors rentar. Un altre exemple és la concatenació de textos, és a dir, l'acció d'ajuntar cadenes de caràcters. No és el mateix escriure LA i després CA (LACA) que escriure primer CA i després LA (CALA). Finalment, un darrer exemple: els moviments del cub de Rubik no commuten (de fet, tots ells formen un grup no commutatiu).

## Commutador
El commutador dona una indicació de la mesura en què una certa operació binària no aconsegueix ser commutativa. Per a poder definir-lo, cal una certa estructura addicional, ja sigui que l'operació és la d'un grup, o bé que sigui la multiplicació en un anell o àlgebra.

### En un grup
En un grup, el commutador de dos elements x i y és l'element
{\displaystyle [x,y]=x^{-1}y^{-1}xy}.
(També es pot definir amb un altre conveni, invertint les segones x i y en lloc de les primeres.) És clar que [x,y] = e (element neutre del grup) sii x i y commuten. Un grup és commutatiu sii tots els commutadors són l'element neutre.
El conjunt dels commutadors d'un grup G no és en general un subgrup, però genera un subgrup normal anomenat subgrup dels commutadors o subgrup derivat. El quocient G/D de G pel seu subgrup derivat és un grup commutatiu anomenat grup abelianitzat de G; és el més gran dels quocients commutatius de G.

### En un anell o una àlgebra
En un anell o, més generalment, en una àlgebra, el commutador de dos elements x i y és l'element
{\displaystyle [x,y]=xy-yx}.
Altra vegada, és clar que [x, y] = 0 sii x i y commuten. Un anell o àlgebra són commutatius sii tots els commutadors són nuls.
Si A és una K-àlgebra associativa, aleshores el producte (x,y) {\displaystyle \mapsto } [x,y] definit pel commutador és alternat i satisfà la identitat de Jacobi, de manera A és també una K-àlgebra de Lie. L'àlgebra associativa A és commutativa sii la seva àlgebra de Lie associada també ho és.

## Propietats relacionades

### Associativitat
La propietat associativa està molt relacionada amb la commutativa. La propietat associativa d'una expressió que conté dues o més ocurrències del mateix operador postula que l'ordre que es duguin a terme les operacions no afecta el resultat final, sempre que l'ordre dels termes no canviï. Per contra, la propietat commutativa diu que l'ordre dels termes no afecta el resultat final.
La majoria d'operacions commutatives que es troben a la pràctica també són associatives. Tanmateix, la commutativitat no implica l'associativitat. Un contraexemple senzill n'és el següent:
{\displaystyle m(x,y)={\frac {x+y}{2}}\,.}
Aquesta operació és clarament commutativa (l'intercanvi entre x i y no afecta el resultat final perquè es tracta d'una suma) però no és associativa, ja que, per exemple, m(1,m(2,3)) = 7/4, però m(m(1,2),3) = 9/4. En no ser associativa no s'hi pot aplicar el teorema de commutativitat, com es veu per exemple en que 
m(1,m(2,3)) ≠ m(2,m(1,3)).
Hi ha una relació interessant entre associativitat i commutativitat. Considerem un conjunt M dotat d'una operació que representarem multiplicativament. Considerem, per a cada a de M, les corresponents translacions per l'esquerra i per la dreta:
La: M → M, {\displaystyle L_{a}(x)=ax},
Ra: M → M, {\displaystyle R_{a}(x)=xa}.
L'associativitat de l'operació significa que (xy)z = x(yz) per a qualssevol x,y,z. Però aquesta expressió es pot escriure {\displaystyle R_{z}\circ L_{x}(y)=L_{x}\circ R_{z}(y)},
de manera que l'operació és associativa sii tota translació per l'esquerra commuta amb tota translació per la dreta.

### Simetria

Gràfic que mostra la simetria de la funció suma.

Algunes formes de simetria es poden relacionar directament amb la commutativitat. Quan un operador commutatiu s'escriu com una funció binària llavors la funció resultant és simètrica al llarg de la línia {\displaystyle y=x}. Per exemple, si la funció f representa la suma (una operació commutativa) de tal manera que {\displaystyle f(x,y)=x+y}, llavors f és una funció simètrica (vegeu la imatge de la dreta, on s'observa la simetria respecte a la diagonal).
Pel que fa a relacions entre dues variables, hi ha una estreta connexió entre commutativitat i relació simètrica. Afirmar que una relació R és simètrica significa que {\displaystyle x\,R\,y\Leftrightarrow y\,R\,x}.

## Operadors que no commuten en mecànica quàntica
En mecànica quàntica, tal com la formulà Schrödinger, les magnituds observables físiques es corresponen amb un cert tipus d'operadors lineals, els operadors autoadjunts en un espai de Hilbert apropiat. Per exemple, en un moviment unidimensional la posició x i la quantitat de moviment p d'una partícula estan representades respectivament pels operadors {\displaystyle {\hat {x}}} i {\displaystyle {\hat {p}}}. Quan l'estat del sistema es representa mitjançant una funció d'ona ψ(x) de L²(R), llavors aquests operadors s'interpreten com {\displaystyle {\hat {x}}\psi =x\,\psi (x)} (multiplicar per x) i {\displaystyle {\hat {p}}=-\mathrm {i} \hbar \,\mathrm {d} /\mathrm {d} x} (on ħ és la constant de Planck reduïda). Aquests dos operadors no commuten, tal com es pot comprovar considerant el resultat de compondre'ls actuant sobre ψ(x) (ometem el factor constant -iħ):
{\displaystyle x\left({d \over dx}\psi \right)=x\psi '}  diferent de {\displaystyle {d \over dx}(x\psi (x))=\psi +x\psi '}
Aquesta no commutació també es pot expressar calculant-ne el commutador:
{\displaystyle [{\hat {x}},{\hat {p}}]=\mathrm {i} \hbar \,\mathrm {Id} \,.}
Segons el principi d'incertesa de Heisenberg, si els operadors que representen dues magnituds observables no commuten, llavors aquestes no es poden mesurar de forma precisa i simultània. Així doncs la posició i la quantitat de moviment (en una direcció donada) no es poden determinar simultàniament.
De manera més precisa, aquesta incertesa mínima ve quantificada precisament pel valor esperat del commutador dels dos operadors, i en el cas que ens ocupa això significa que les desviacions estàndard de la posició i el moment satisfan la desigualtat {\displaystyle \sigma _{x}\sigma _{p}\geq \hbar /2}.